# Kathy Vivas
Anna Katherina Vivas, detta Kathy (Tovar, 1972), è un'astrofisica venezuelana, nota per la scoperta di 100 stelle RR Lyrae nuove e molto distanti. Si trovano a una distanza compresa tra 13.000 e 220.000 anni luce dal Sole e sono considerate tra le più antiche della Via Lattea. La sua ricerca ha consentito alcuni dei primi studi sulla struttura e sulle proprietà dell'intero alone della Via Lattea. L'osservazione è stata resa possibile combinando un telescopio con una fotocamera di grande formato, consentendo agli astronomi di coprire ampie porzioni di cielo in un breve lasso di tempo.

## Biografia
Vivas è laureata in fisica presso l'Università delle Ande e dottore in astrofisica presso l'Università di Yale.
Dal 2002 al 2013 ha lavorato come ricercatrice presso il Centro di Investigazione Astronomica Francisco J. Duarte (Osservatorio Astronomico Nazionale di Llano del Hato), nel villaggio di Llano del Hato nelle Ande venezuelane, vicino a Apartaderos, a circa 50 chilometri a nord-est di Mérida, Stato di Merida.
Nel 2009 ha ricevuto il Premio Scientifico Empresas Polar Lorenzo Mendoza Fleury.